# 东方紫金牛
东方紫金牛（学名：Ardisia squamulosa）为报春花科紫金牛属下的一个种。种加名 squamulosa 意为“具鳞片的”。